# 青木良太 (陶芸家)
青木 良太（あおき りょうた、1978年3月 - ）は、日本の陶芸家。

## 人物・来歴
富山県出身。陶芸家。クラフト生活食器系の作家。『週刊モーニング』で連載された漫画『へうげもの』から生まれた若手陶芸家ユニット『へうげ十作』のリーダーとして活動した。全国の若手陶芸家に「今」だからこそ、互いに高め合い、触れ合おうじゃないかという主旨のイベント『イケヤン☆』を開催した（2014年最終）
- 1978年 - 富山県に生まれる。
- 2002年 - 岐阜県多治見市陶磁器意匠研究所卒業。同年、岐阜県土岐市にスタジオ開設。
- 2004年 - Ecole de decoratifs (スイスgeneve) に研修生として招かれる。
- 2009年 - 国内外で18個展を開催。
- 2010年 - 東京、大阪、名古屋、広島、和歌山、札幌、倉敷など、全国で個展を開催している。

## 受賞歴
2002年
- テーブルウェアフェスティバル最優秀賞・東京都知事賞。
- 朝日現代クラフト展奨励賞。

2003年
- 高岡クラフト展銀賞。

2004年
- Sidney Myer Found International Ceramics Award銀賞。

2005年
- 高岡クラフト展グランプリ。
- International Triennial of Silicate Arts 銀賞。
- テーブルウェアフェスティバル優秀賞。
- 国際陶磁器展美濃銅賞。
- Lifestylist of the Year 2005。

2006年
- テーブルウェアフェスティバルグランプリ。

2007年
- 4th World Ceramic Biennale 2007 Korea銀賞。

2008年
- 台湾国際陶芸ビエンナーレ特別賞。

## 主な展覧会
- 2002年6月 個展「うつわの環・色 」（INAXギャラリー　東京）
- 2006年12月 個展（季の雲　滋賀）
- 2007年7月 個展（CARGO　富山）
- 2007年10月 個展「今焼展」（桃居　東京）
- 2008年1月 個展（TONGIN GALLERY　韓国ソウル）
- 2008年11月 グループ展「へうげもの展」 （伊勢丹新宿店　東京）
- 2009年5月 個展（小山登美夫ギャラリー 東京）
- 2009年9月 個展「New Ceramics Laboratory- Ryota Aoki's NIPPON!」（Ippodo Gallery 米国ニューヨーク）
- 2009年12月 個展 （松坂屋名古屋本店　愛知）
- 2010年5月 グループ展「イケヤン☆展」 （アートサロン山木　大阪）
- 2010年8月・9月 個展「王様の部屋」（valveat81　東京）
- 2010年11月 やきものワールド「イケヤン☆展」 （ナゴヤドーム　愛知）
- 2010年12月 個展 （大丸東京店　東京）
- 2013年3月個展[1] （61NOTE　台湾台北）

## メディア出演歴
- 器 夢工房（2008年11月9日 NHK）
- 情熱大陸（2009年10月25日 MBS）
- ORIBE〜織部に憧れて…自由〜（2010年11月23日 TVA）

## メディア掲載歴
- 2009年10月18日発売『"美術手帖" 11月号（美術出版社）』：「茶の湯の美」特集 。作品写真、インタビュー 記事掲載。
- 2010年2月16日発売『"2nd"（エイ出版社）』：The　Visual Performer Vol.37 青木良太にて、7ページの特集記事。
- 2010年3月1日発売『"pen"（阪急コミュニケーションズ）』：2010年版「コレは欲しい」という特集記事にて掲載。
- 2010年7月26日発売『"うつわの里を訪ねる　美濃・多治見・土岐"（エイ出版社）』：気鋭の若手作家・青木良太の作品づくりを伝える。4ページの特集記事。
- 2010年8月23日発売『"月刊KELLy" 10月号（株式会社ゲイン）』：世界で名を馳せる作陶家・青木良太が語る美濃焼の魅力とは？4ページの特集記事。
- 2010年11月16日発売『"REAL DESIGN"2011年1月号 （枻出版社）』：インテリアのように器を選ぶあの人がデザインした器。」という特集記事。58ページにて紹介掲載。
- 2013年6月4日発売『"KINFOLK" Volume 8（Kinfolk出版）』：KING OF CLAY[2]。

## イケヤン☆
2008年、2009年には、美濃焼で名高い岐阜県多治見市（美濃ブランドのタイル）が有名において、2010年は自身の工房がある美濃のあらゆる作風の陶芸家が一番多い美濃焼の聖地岐阜県土岐市においてイベントを開催した。
2008年は約150名、2009年は約200名、2010年は申込み多数のため約200名限定の参加イベントとなった。また参加条件は「各自自分の作品を一つ持ってくる」というユニークなもので、ここで作品が評価されるとギャラリーでの個展が決まることもあり、2010年には選ばれた『イケヤン☆』メンバーが全国5ヶ所を巡るというグループ個展が開催された。
なお、『イケヤン☆』とは、20代から30代前半のイケイケヤング陶芸家集会の略称とのことである。